# Кожевников Євген Федорович
Євген Федорович Кожевников (нар. 7 січня 1906, місто Царицин, тепер Волгоград, Російська Федерація — 29 квітня 1979, місто Москва) — радянський державний діяч, міністр транспортного будівництва СРСР. Депутат Верховної Ради СРСР 6—9-го скликань. Член ЦК КПРС у 1961—1976 роках. Герой Соціалістичної Праці (4.02.1975).

## Життєпис
Народився в родині банківського службовця. У 1921 році закінчив єдину трудову школу другого ступеня в місті Астрахані.
У 1922—1927 роках — студент Ленінградського інституту інженерів шляхів сполучення. За час навчання пройшов практику помічника машиніста на Московсько-Казанській залізниці (1924 рік), на відновленні і випробуванні мостів Читинської залізниці (1925 рік), на дослідженнях і будівництві залізниці Термез — Душанбе (1926 рік).
З червня 1927 року працював інженером для технічних занять служби колії Середньоазіатської залізниці в місті Ашхабаді.
У 1927—1928 роках — у Червоній армії: курсант команди однорічників Ленінградської школи військових сполучень імені Фрунзе.
У 1928—1930 роках — помічник начальника дистанції, начальник будівельної дистанції, помічник начальника будівельної дільниці на будівництві Туркестано-Сибірської залізниці.
У 1930—1935 роках — старший виконроб відділу будівництва нових шляхів, технічний керівник, начальник управління «Земзалізбуду» на будівництві Кузнецького металургійного комбінату в місті Новокузнецьку (Сталінську).
У 1935—1936 роках — головний будівельник Кузнецького паровозовагонобудівного заводу.
У 1936—1937 роках — головний інженер контори «Нікельбуду» в місті Орську Оренбурзької області. У 1937—1938 роках — начальник технічного відділу тресту «Орськхалілбуду» в місті Орську. У 1938—1940 роках — головний інженер будівельно-монтажного управління (БМУ) «Орськмідьбуд», головний інженер тресту «Південьуралважбуд» у місті Орську. У 1940—1941 роках — головний інженер будівельно-монтажного управління (БМУ) «Орськметалургбуд».
У липні — жовтні 1941 року — начальник управління промислового будівництва, в 1941—1942 роках — головний інженер, у 1942—1943 роках — керуючий тресту «Південьуралважбуд» у місті Орську Чкаловської області.
Член ВКП(б) з 1942 року.
З червня 1943 по 1944 рік — інженер-експерт Радянської урядової закупівельної комісії в Сполучених Штатах Америки.
У 1944—1945 роках — начальник Головного управління спеціалізованих трестів Народного комісаріату з будівництва СРСР.
У квітні 1945 — грудні 1947 року — начальника управління планування будівельної індустрії Держплану СРСР. У грудні 1947 — листопаді 1949 року — заступник голови Держплану СРСР з питань будівництва.
У 1949—1951 роках — заступник голови Бюро із палива і транспорту Ради міністрів СРСР.
У 1951—1953 роках — помічник заступника голови Ради міністрів СРСР.
У квітні — серпні 1953 року — начальник відділу будівництва висотних будинків Управління справами Ради міністрів СРСР.
У 1953—1954 роках — завідувач відділу будівництва Ради міністрів СРСР.
У квітні — серпні 1954 року — 1-й заступник міністра будівництва СРСР.
4 серпня 1954 — 13 березня 1963 року — міністр транспортного будівництва СРСР.
13 березня 1963 — 2 жовтня 1965 року — голова Державного виробничого комітету із транспортного будівництва при Держбуді СРСР — міністр СРСР.
2 жовтня 1965 — 5 березня 1975 року — міністр транспортного будівництва СРСР.
Указом Президії Верховної Ради СРСР від 4 лютого 1975 року за великі заслуги перед Комуністичною партією і Радянською державою в розвитку транспортного будівництва Кожевникову Євгену Федоровичу присвоєно звання Героя Соціалістичної Праці з врученням ордена Леніна і золотої медалі «Серп і Молот».
З березня 1975 року — персональний пенсіонер союзного значення в Москві.
Помер 29 квітня 1979 року після важкої, тривалої хвороби. Похований в Москві на Новодівочому цвинтарі.

## Нагороди
- Герой Соціалістичної Праці (4.02.1975)
- п'ять орденів Леніна (1.10.1945, 16.01.1956, 6.01.1966, 25.08.1971, 4.02.1975)
- два ордени Трудового Червоного Прапора (24.11.1942, 2.06.1962)
- орден Червоної Зірки (9.01.1943)
- медаль «За трудову доблесть» (26.04.1939)
- медалі